# Oreobates zongoensis
Espèce
Synonymes
- Eleutherodactylus zongoensis Reichle & Köhler, 1997

Statut de conservation UICN

 CR B1ab(iii,v)+2ab(iii,v) : 
En danger critique
Oreobates zongoensis est une espèce d'amphibiens de la famille des Craugastoridae.

## Répartition
Cette espèce est endémique de la province de Pedro Domingo Murillo dans le département de La Paz en Bolivie. Elle se rencontre dans la vallée de Zongo, à environ 1 250 m d'altitude.

## Étymologie
Son nom d'espèce, composé de zongo et du suffixe latin -ensis, « qui vit dans, qui habite », lui a été donné en référence au lieu de sa découverte.

## Publication originale
- Reichle & Köhler, 1997 : A new species of Eleutherodactylus (Anura: Leptodactylidae) from the Andean slopes of Bolivia. Amphibia-Reptilia, vol. 18, no 4, p. 333-337.